# Lac d'Ourrec
Le lac d'Ourrec est un lac pyrénéen français situé administrativement dans la commune de Beaucens dans le département des Hautes-Pyrénées en région Occitanie.
Le lac a une superficie de 1,3 ha pour une altitude de 1 667 m, il atteint une profondeur de 3 m. Il se trouve en haute vallée de Lesponne et alimente l'Adour de Lesponne. 

## Géographie
Administrativement, il se trouve dans le territoire communal de Beaucens, département des Hautes-Pyrénées, en région Occitanie. Géographiquement, il se situe en vallée de Lesponne sur le flanc nord de la montagne de Lascours dans le massif du Pic-du-Midi-de-Bigorre : le Soum de Lascours (2490 m) le surplombe directement au sud.
C'est un lac typique des Pyrénées avec une faible superficie de 1,3 ha pour une altitude de 1 667 m. 

### Topographie
| Hourquette d'Ouscouaou | Pic de Barran (1 982 m)  | Pic d'Oussamiaou Pic du Montaigu                |
| Lac d'Isaby (1 589 m)  | lac d'Ourrec             |                                                 |
| Pène Lounqué (2 275 m) | Lac de Bassias (2 070 m) | Col de Bareilles (2 238 m) Lac Bleu de Lesponne |

### Hydrographie
Le lac se déverse dans l'Adour de Lesponne qui provient de la crête de Pène Taillade au pied du Soum de Lascours. Il se trouve dans une ancienne petite vallée glaciaire, juste au niveau d'un petit ombilic glaciaire fermé par un verrou glaciaire coté nord, verrou qui est environ 65m plus élevé que le lac.

## Protection environnementale
Le lac fait partie d'une zone naturelle protégée, classée ZNIEFF de type 2 : Bassin du haut Adour.

## Images

Sélection de vues du lac.
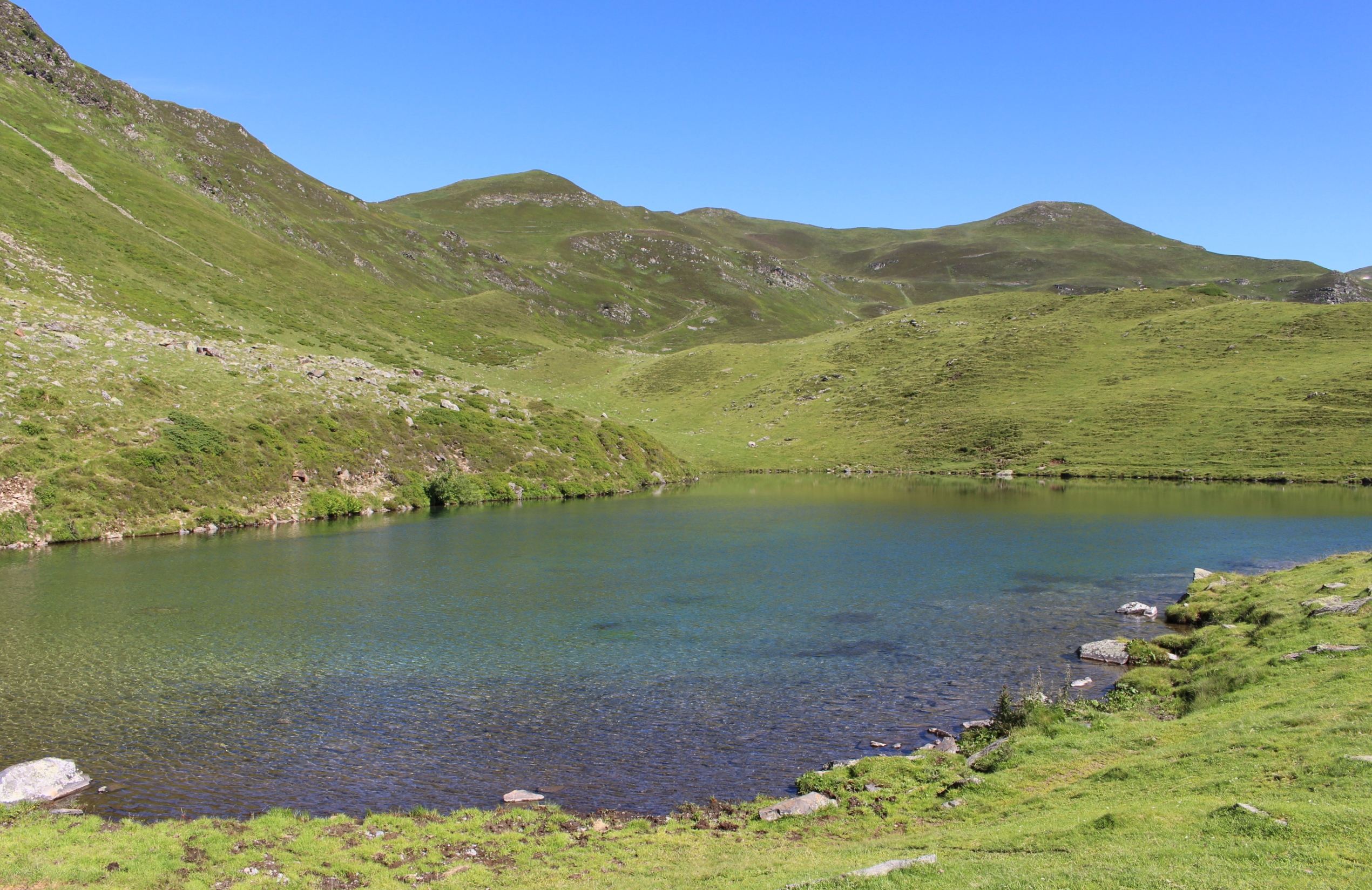
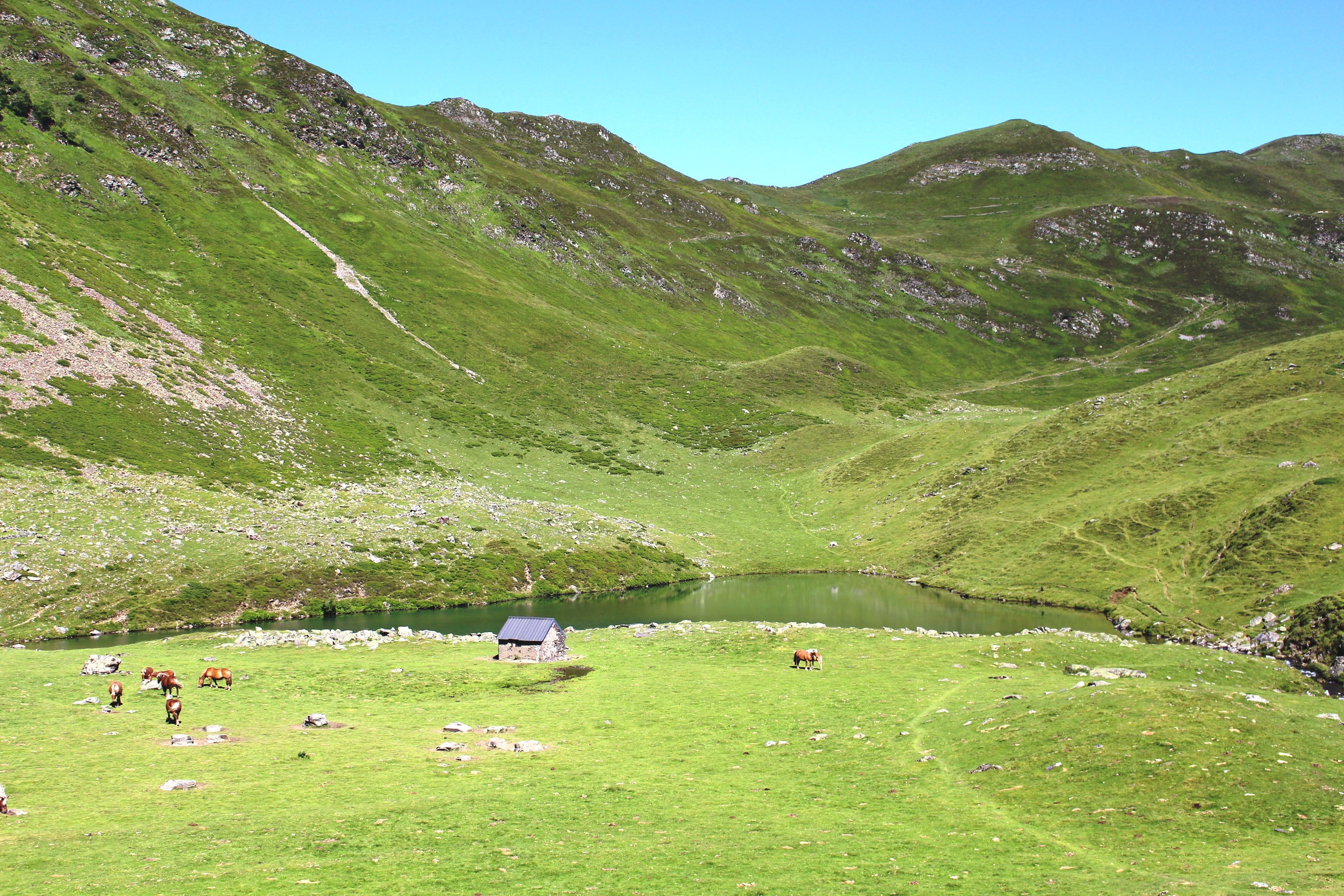